# Valisère
Valisère ou  Valisere é uma marca de lingerie criada na França em 1913. Desde 1990 faz parte do grupo alemão Triumph International AG. A marca é notória no Brasil pela campanha publicitária "o primeiro a gente nunca esquece" (1987), em que a modelo Patrícia Lucchesi interpretava uma adolescente que ganhava o primeiro sutiã.